# Rördalens naturreservat
Rördalen är ett naturreservat i Spekeröds socken i Stenungsunds kommun i Bohuslän.
Området är skyddat sedan 1993 och omfattar 13 hektar. Det är beläget öster om Stora Höga och består av gammal granskog med rik vegetation. 
I naturreservatet finns ett flertal intressanta arter inom grupperna mossor, svampar och lavar. Sluttningen och rinnande vatten bidrar till denna växtlighet. Där finner man den sällsynta skirmossan, skuggmossan och stor bandmossa. Bland förekommande svampar nämns här granvaxskivling, diskvaxskivling samt spindelskivling. 
Området förvaltas av Västkuststiftelsen.